# Emmanuel Emenike
Emmanuel Chinenye Emenike (Otuocha, 10 maggio 1987) è un ex calciatore nigeriano, di ruolo attaccante.

## Caratteristiche tecniche
Attaccante forte fisicamente, vanta una buona protezione di palla unita ad ottima velocità in campo aperto. Abile con entrambi i piedi, nel suo repertorio rientrano il dribbling, caratterizzato da finte specialmente nello stretto, la potenza di tiro e discrete doti acrobatiche.

## Carriera

### Esordi
Esordisce con la squadra sudafricana del Mpumalanga Black Aces totalizzando 7 presenze e 3 gol. Nella stagione 2008-2009 passa alla squadra F.C Cape Town totalizzando 16 presenze ed un solo gol.

#### Stagioni 2009-2010-2011
Nella stagione successiva passa alla squadra turca del Karabukspor allora in seconda divisione turca. È uno degli artefici della promozione della squadra in Süper Lig segnando 16 gol.
Nella stagione 2010-2011 la squadra si classifica nona alla sua terza partecipazione. Il giocatore segna 14 gol.

#### Stagioni 2011-2012-2013 (Fenerbahçe e Spartak Mosca)
Nella stagione 2011-2012 viene acquistato dalla squadra del Fenerbahçe per una cifra di 6 milioni di euro,  Viene girato in prestito alla squadra russa dello Spartak Moskva, a causa dell'inchiesta di partite truccate, infine smentita in tribunale, che coinvolgeva il Fenerbahçe e lo stesso Emenike. Emenike ha esordito nella partita di apertura della stagione entrando come sostituto di Ari al 76 ', contro l'Anzhi Makhachkala il 14 agosto 2011. Emenike ha esordito in Europa League pareggiando 2–2 contro la squadra polacca del Legia Varsavia nel andata del girone di qualificazione. Emenike ha segnato il suo primo gol per il club con un pareggio per 2-2 contro il CSKA Mosca. Il 29 ottobre 2011, Emenike ha segnato la sua prima tripletta in una vittoria per 3-0 contro il Lokomotiv Mosca e la partita successiva, quando lo Spartak ha giocato contro il Lokomotiv, segnò due volte.
Verso la fine della stagione, Emenike è stato multato di circa 17.000 dollari per un gesto offensivo dopo che i tifosi della Dynamo Mosca, che lo hanno insultato razzialmente durante una partita tra Spartak e Dynamo, che lo Spartak ha vinto 3-1 e ha segnato. Vladimir Vasilyev, un funzionario del comitato etico della Federcalcio russa, ha spiegato la multa, affermando che si trattava di "una punizione adeguata". Nella prima stagione segna 13 gol, arrivando secondo in campionato, mentre nella seconda stagione delude, segnando solo 5 gol.
Nell'ultima partita della stagione contro i campioni dello Zenit San Pietroburgo, Emenike ha segnato il secondo gol della partita ma ha ricevuto un cartellino rosso dopo che sembrava aver fatto un finto prelievo di vene in preparazione di un'immaginaria iniezione di eroina.  Alla fine, lo Spartak Mosca vinse 3–2. Dopo la partita, Emenike ha celebrato in segno di gratitudine i suoi genitori.
Nella stagione 2011-12, Emenike ha segnato 13 gol (tutti in campionato) ed è il secondo capocannoniere dietro Artëm Dzjuba, che ne ha segnato uno in più di Emenike. Alla fine della stagione, Emenike ha firmato un contratto quadriennale e ha aumentato la sua clausola di buy-out a $ 42 milioni.
Nella stagione 2012-13, Emenike ha segnato il gol più veloce nella storia del campionato russo, entro 10 secondi dal calcio d'inizio nella vittoria per 2-1 contro l'Alania Vladikavkaz nella partita di apertura della stagione. Nel turno di qualificazione alla Champions League contro la sua ex squadra, il Fenerbahçe, ha segnato nella vittoria per 2-1 all'andata. Alla fine, lo Spartak Mosca sarebbe passato alla fase a gironi della Champions League. Nella seconda giornata della fase a gironi, Emenike ha segnato una doppietta nella sconfitta per 3-2 contro la squadra scozzese del Celtic. Dopo la partita, il compagno di squadra nigeriano Efe Ambrose ha parlato con Goal.com elogiando Emenike per la sua "prestazione elettrizzante". Ma nella seconda metà della stagione, il suo tempo di gioco è stato ridotto, a causa degli infortuni. Nella stagione 2013-14, Emenike ha segnato tre gol in quattro partite, portando il club al primo posto in campionato nelle prime quattro partite. Quando Emenike ha lasciato lo Spartak ha detto che Valeriy Karpin (allenatore dello Spartak) era come un padre per lui.

#### Stagione 2013-2014 (ritorno al Fenerbahçe)
Finito il prestito ritorna al Fenerbahçe dove esordisce con l'ex squadra del Karabukspor segnando un gol all'8' minuto. È stato notato per essere "elettrizzato" ed è stato citato dicendo che il Fenerbahce era sempre stato un sogno per lui, ed era tornato per esibirsi per i tifosi e vincere campionati. La sua prima partita con il Fenerbahçe contro il Torku Konyaspor si è conclusa con una sconfitta per 3-2. Ha segnato il suo primo gol con il Fenerbahçe nell'ottobre 2013 contro il Kayserispor al 94', assicurandosi una vittoria all'ultimo minuto. Ne ha segnati altri due contro il Gaziantepspor una settimana dopo, mentre il Fenerbahçe ha vinto 3-1.

#### Prestito all'Al-Ain
L'11 luglio 2015, Emenike ha firmato per Al Ain con un prestito stagionale. Il 13 gennaio 2016, dopo aver trascorso sei mesi al club, Emenike è tornato al Fenerbahçe dopo che il suo trasferimento in prestito è stato interrotto dal club.

#### Prestito al West Ham United
Il 31 gennaio 2016, Emenike ha firmato per il West Ham United in prestito fino alla fine della stagione con un'opzione per renderlo permanente. Il 6 febbraio, Emenike ha esordito come sostituto al 73 'in sostituzione di Michail Antonio nella sconfitta per 1-0 contro il Southampton. Il 21 febbraio, Emenike ha segnato una doppietta nella vittoria per 5-1 contro il Blackburn Rovers in FA Cup, il suo primo e unico gol per il club.

### Olympiakos
Il 6 luglio 2017, Emenike è passato ai campioni di Grecia dell'Olympiacos per un compenso di 3,8 milioni di euro con un contratto biennale. Il 25 luglio 2017, Emenike ha fatto la sua prima apparizione con il club, segnando un gol all'ultimo minuto, aiutando l'Olympiacos a vincere 3-1 contro l'FK Partizan, nell'andata del terzo turno preliminare di UEFA Champions League. Il 19 settembre 2017, grazie a una doppietta segnata da Emenike nel secondo tempo, l'Olympiacos ha vinto 2-1 contro l'Asteras Tripolis, in questa sfida di Coppa di Grecia 2017-18 , allo Stadio Georgios Karaiskakis.
Da novembre 2017 il futuro dell'Emenike è nell'aria, a meno di tre settimane dall'apertura del mercato invernale. Secondo varie fonti, l'attaccante dell'Olympiacos avrebbe l'ordine di allenarsi da solo anche se non sta recuperando da alcun infortunio. Con ogni probabilità, Emenike lascerà i campioni della Superleague Grecia nella finestra di mercato di gennaio, con il CSKA Mosca menzionato come possibile destinazione. L'attaccante si era lamentato di non essere al sicuro nella sua casa in Grecia e l'Olympiacos è stato costretto ad assumere una sicurezza extra per proteggerlo.
Il 29 dicembre 2017, Emenike ha ringraziato i giganti turchi del Galatasaray per il loro passo coraggioso nel raggiungere l'ex difensore ivoriano e dell'Arsenal, Emmanuel Eboué, che ha perso un'aspra battaglia per il divorzio, con sua moglie Aurelie premiata con tutti i loro beni, da cui ha dovuto nascondersi poliziotti e ufficiali giudiziari dopo che un giudice gli aveva ordinato di trasferire a sua moglie la sua restante casa di Enfield in Inghilterra.
Il 17 luglio 2018 ha risolto di comune accordo il contratto con l'Olympiacos.

#### Prestito al Las Palmas
Nell'ultimo giorno della finestra di mercato invernale 2018, Emenike ha accettato di giocare in prestito dall'Olympiacos al Las Palmas fino alla fine della stagione poiché non aveva molto tempo per giocare nelle partite dell'Olympiacos. Pochi giorni dopo la sua firma il club spagnolo ha annunciato che Emenike è ora in cura per un problema al ginocchio e non è stata fissata una data per il suo ritorno in campo. «Nella stessa notte è stata condotta una risonanza magnetica che ha indicato la presenza di una lesione osteocondrale a livello del condilo femorale interno e tumefazione del legamento laterale interno», ha spiegato Las Palmas.

#### Westerlo e ritiro
Il 27 agosto 2019, Emenike ha iniziato le prove con la squadra belga di seconda divisione KVC Westerlo, per un potenziale contratto. Il 16 settembre 2019 ha firmato con il club. Il Westerlo è diventato il suo decimo club professionistico. Il 14 novembre 2019, il Westerlo ha rilasciato Emenike, dopo 5 partite giocate per il club, perché "non ha portato il livello che entrambe le parti avevano previsto" come riportato dalla dichiarazione ufficiale del club e, lo stesso giorno, Emenike deciderà di appendere gli scarpini al chiodo.

### Nazionale
Il 21 gennaio 2013 segna il suo primo gol ufficiale in Coppa d'Africa con il Burkina Faso (1-1). Segna anche quattro giorni dopo nel pareggio contro i campioni in carica dello Zambia. Si ripete ancora nei quarti di finale e in semifinale, rispettivamente contro Costa d'Avorio (2-1) e Mali (4-1). Oltre alla vittoria finale della competizione, vince anche il titolo di capocannoniere a pari merito con il centrocampista ghanese Wakaso (4 gol). Il 20 ottobre 2015 annuncia l'addio alla nazionale dopo gli insulti ricevuti per i due anni di digiuno dal gol con la maglia delle Aquile.

## Statistiche

### Presenze e reti nei club
Statistiche aggiornate al 14 novembre 2019.
| Stagione             | Squadra              | Campionato           | Campionato | Campionato | Coppe nazionali | Coppe nazionali | Coppe nazionali | Coppe continentali | Coppe continentali | Coppe continentali | Altre coppe | Altre coppe | Altre coppe | Totale | Totale | Totale |
| Stagione             | Squadra              | Comp                 | Pres       | Reti       | Comp            | Pres            | Reti            | Comp               | Pres               | Reti               | Comp        | Pres        | Reti        | Pres   | Reti   |        |
| -------------------- | -------------------- | -------------------- | ---------- | ---------- | --------------- | --------------- | --------------- | ------------------ | ------------------ | ------------------ | ----------- | ----------- | ----------- | ------ | ------ | ------ |
| 2009-2010            | Karabükspor          | 1L                   | 28         | 16         | TK              | 0               | 0               | -                  | -                  | -                  | -           | -           | -           | 28     | 16     |        |
| 2010-2011            | Karabükspor          | SL                   | 23         | 14         | TK              | 0               | 0               | -                  | -                  | -                  | -           | -           | -           | 23     | 14     |        |
| Totale Karabükspor   | Totale Karabükspor   | Totale Karabükspor   | 51         | 30         |                 | 0               | 0               |                    |                    |                    |             |             |             | 51     | 30     |        |
| 2011-2012            | Spartak Mosca        | PL                   | 22         | 13         | CR              | 0               | 0               | UEL                | 2                  | 0                  | -           | -           | -           | 24     | 13     |        |
| 2012-2013            | Spartak Mosca        | PL                   | 16         | 5          | CR              | 1               | 0               | UCL                | 6                  | 3                  | -           | -           | -           | 23     | 8      |        |
| lug.-ago. 2013       | Spartak Mosca        | PL                   | 4          | 3          | CR              | 0               | 0               | -                  | -                  | -                  | -           | -           | -           | 24     | 13     |        |
| Totale Spartak Mosca | Totale Spartak Mosca | Totale Spartak Mosca | 42         | 21         |                 | 1               | 0               |                    | 8                  | 3                  |             |             |             | 51     | 24     |        |
| 2013-2014            | Fenerbahçe           | SL                   | 28         | 12         | TK              | 1               | 0               | UCL                | 2                  | 0                  | ST          | 0           | 0           | 31     | 12     |        |
| 2014-2015            | Fenerbahçe           | SL                   | 27         | 4          | TK              | 7               | 1               | -                  | -                  | -                  | ST          | 1           | 0           | 35     | 5      |        |
| 2015-gen. 2016       | Al-Ain               | PL                   | 11         | 7          | EEC             | 3               | 0               | ACL                | 0                  | 0                  | SE          | 1           | 2           | 15     | 9      |        |
| gen.-giu. 2016       | West Ham             | PL                   | 13         | 0          | FACup+CdL       | 3+0             | 2               | -                  | -                  | -                  | -           | -           | -           | 16     | 2      |        |
| 2016-2017            | Fenerbahçe           | SL                   | 16         | 4          | TK              | 1               | 0               | UCL+UEL            | 2+8                | 3+1                | -           | -           | -           | 27     | 8      |        |
| Totale Fenerbahçe    | Totale Fenerbahçe    | Totale Fenerbahçe    | 71         | 20         |                 | 9               | 1               |                    | 12                 | 4                  |             | 1           | 0           | 93     | 25     |        |
| 2017-gen. 2018       | Olympiacos           | SL                   | 5          | 0          | CG              | 2               | 3               | UCL                | 3                  | 1                  | -           | -           | -           | 10     | 4      |        |
| gen.-giu. 2018       | Las Palmas           | PD                   | 0          | 0          | CR              | 0               | 0               | -                  | -                  | -                  | -           | -           | -           | 0      | 0      |        |
| 2019-2020            | Westerlo             | D2                   | 5          | 0          | CB              | 0               | 0               | -                  | -                  | -                  | -           | -           | -           | 5      | 0      |        |
| Totale carriera      | Totale carriera      | Totale carriera      | 198        | 78         |                 | 18              | 6               |                    | 23                 | 8                  |             | 2           | 2           | 241    | 94     |        |

### Cronologia presenze e reti in nazionale
| Cronologia completa delle presenze e delle reti in nazionale ― Nigeria | Cronologia completa delle presenze e delle reti in nazionale ― Nigeria | Cronologia completa delle presenze e delle reti in nazionale ― Nigeria | Cronologia completa delle presenze e delle reti in nazionale ― Nigeria | Cronologia completa delle presenze e delle reti in nazionale ― Nigeria | Cronologia completa delle presenze e delle reti in nazionale ― Nigeria | Cronologia completa delle presenze e delle reti in nazionale ― Nigeria | Cronologia completa delle presenze e delle reti in nazionale ― Nigeria |
| Data                                                                   | Città                                                                  | In casa                                                                | Risultato                                                              | Ospiti                                                                 | Competizione                                                           | Reti                                                                   | Note                                                                   |
| ---------------------------------------------------------------------- | ---------------------------------------------------------------------- | ---------------------------------------------------------------------- | ---------------------------------------------------------------------- | ---------------------------------------------------------------------- | ---------------------------------------------------------------------- | ---------------------------------------------------------------------- | ---------------------------------------------------------------------- |
| 9-2-2011                                                               | Lagos                                                                  | Nigeria                                                                | 2 – 1                                                                  | Sierra Leone                                                           | Amichevole                                                             | -                                                                      | 40’                                                                    |
| 1-6-2011                                                               | Abuja                                                                  | Nigeria                                                                | 4 – 1                                                                  | Argentina                                                              | Amichevole                                                             | 1                                                                      | 44’                                                                    |
| 4-9-2011                                                               | Antananarivo                                                           | Madagascar                                                             | 0 – 2                                                                  | Nigeria                                                                | Qual. Coppa d'Africa 2012                                              | -                                                                      | 46’                                                                    |
| 6-9-2011                                                               | Dacca                                                                  | Argentina                                                              | 3 – 1                                                                  | Nigeria                                                                | Amichevole                                                             | -                                                                      | 68’                                                                    |
| 8-10-2011                                                              | Abuja                                                                  | Nigeria                                                                | 2 – 2                                                                  | Guinea                                                                 | Qual. Coppa d'Africa 2012                                              | -                                                                      |                                                                        |
| 11-10-2011                                                             | Watford                                                                | Ghana                                                                  | 0 – 0                                                                  | Nigeria                                                                | Amichevole                                                             | -                                                                      | 74’                                                                    |
| 15-11-2011                                                             | Kaduna                                                                 | Nigeria                                                                | 2 – 0                                                                  | Zambia                                                                 | Amichevole                                                             | -                                                                      | 75’                                                                    |
| 8-9-2012                                                               | Paynesville                                                            | Liberia                                                                | 2 – 2                                                                  | Nigeria                                                                | Qual. Coppa d'Africa 2013                                              | -                                                                      |                                                                        |
| 13-10-2012                                                             | Abuja                                                                  | Nigeria                                                                | 6 – 1                                                                  | Liberia                                                                | Qual. Coppa d'Africa 2013                                              | -                                                                      | 55’                                                                    |
| 9-1-2013                                                               | Faro                                                                   | Capo Verde                                                             | 0 – 0                                                                  | Nigeria                                                                | Amichevole                                                             | -                                                                      | 61’                                                                    |
| 21-1-2013                                                              | Nelspruit                                                              | Nigeria                                                                | 1 – 1                                                                  | Burkina Faso                                                           | Coppa d'Africa 2013 - 1º turno                                         | 1                                                                      | 58’                                                                    |
| 25-1-2013                                                              | Nelspruit                                                              | Zambia                                                                 | 1 – 1                                                                  | Nigeria                                                                | Coppa d'Africa 2013 - 1º turno                                         | 1                                                                      | 87’                                                                    |
| 29-1-2013                                                              | Rustenburg                                                             | Etiopia                                                                | 0 – 2                                                                  | Nigeria                                                                | Coppa d'Africa 2013 - 1º turno                                         | -                                                                      | 75’                                                                    |
| 3-2-2013                                                               | Rustenburg                                                             | Costa d'Avorio                                                         | 1 – 2                                                                  | Nigeria                                                                | Coppa d'Africa 2013 - Quarti di finale                                 | 1                                                                      |                                                                        |
| 6-2-2013                                                               | Durban                                                                 | Mali                                                                   | 1 – 4                                                                  | Nigeria                                                                | Coppa d'Africa 2013 - Semifinali                                       | 1                                                                      |                                                                        |
| 7-9-2013                                                               | Calabar                                                                | Nigeria                                                                | 2 – 0                                                                  | Malawi                                                                 | Qual. Mondiali 2014                                                    | 1                                                                      | 77’ 84’                                                                |
| 10-9-2013                                                              | Kaduna                                                                 | Nigeria                                                                | 4 – 1                                                                  | Burkina Faso                                                           | Amichevole                                                             | 1                                                                      | 55’                                                                    |
| 13-10-2013                                                             | Addis Abeba                                                            | Etiopia                                                                | 1 – 2                                                                  | Nigeria                                                                | Qual. Mondiali 2014                                                    | 2                                                                      |                                                                        |
| 16-11-2013                                                             | Calabar                                                                | Nigeria                                                                | 2 – 0                                                                  | Etiopia                                                                | Qual. Mondiali 2014                                                    | -                                                                      |                                                                        |
| 18-11-2013                                                             | Londra                                                                 | Italia                                                                 | 2 – 2                                                                  | Nigeria                                                                | Amichevole                                                             | -                                                                      | 64’                                                                    |
| 6-3-2014                                                               | Atlanta                                                                | Messico                                                                | 0 – 0                                                                  | Nigeria                                                                | Amichevole                                                             | -                                                                      | 80’                                                                    |
| 4-6-2014                                                               | Chester                                                                | Grecia                                                                 | 0 – 0                                                                  | Nigeria                                                                | Amichevole                                                             | -                                                                      | 76’                                                                    |
| 8-6-2014                                                               | Jacksonville                                                           | Stati Uniti                                                            | 2 – 1                                                                  | Nigeria                                                                | Amichevole                                                             | -                                                                      | 65’                                                                    |
| 16-6-2014                                                              | Curitiba                                                               | Iran                                                                   | 0 – 0                                                                  | Nigeria                                                                | Mondiali 2014 - 1º turno                                               | -                                                                      |                                                                        |
| 22-6-2014                                                              | Cuiabá                                                                 | Nigeria                                                                | 1 – 0                                                                  | Bosnia ed Erzegovina                                                   | Mondiali 2014 - 1º turno                                               | -                                                                      |                                                                        |
| 25-6-2014                                                              | Porto Alegre                                                           | Nigeria                                                                | 2 – 3                                                                  | Argentina                                                              | Mondiali 2014 - 1º turno                                               | -                                                                      |                                                                        |
| 30-6-2014                                                              | Brasilia                                                               | Francia                                                                | 2 – 0                                                                  | Nigeria                                                                | Mondiali 2014 - Ottavi di finale                                       | -                                                                      |                                                                        |
| 6-9-2014                                                               | Calabar                                                                | Nigeria                                                                | 2 – 3                                                                  | Rep. del Congo                                                         | Qual. Coppa d'Africa 2015                                              | -                                                                      | 51’                                                                    |
| 10-9-2014                                                              | Città del Capo                                                         | Sudafrica                                                              | 0 – 0                                                                  | Nigeria                                                                | Qual. Coppa d'Africa 2015                                              | -                                                                      |                                                                        |
| 11-10-2014                                                             | Khartum                                                                | Sudan                                                                  | 1 – 0                                                                  | Nigeria                                                                | Qual. Coppa d'Africa 2015                                              | -                                                                      |                                                                        |
| 15-10-2014                                                             | Abuja                                                                  | Nigeria                                                                | 3 – 1                                                                  | Sudan                                                                  | Qual. Coppa d'Africa 2015                                              | -                                                                      |                                                                        |
| 15-11-2014                                                             | Pointe-Noire                                                           | Rep. del Congo                                                         | 0 – 2                                                                  | Nigeria                                                                | Qual. Coppa d'Africa 2015                                              | -                                                                      | 80’                                                                    |
| 19-11-2014                                                             | Uyo                                                                    | Nigeria                                                                | 2 – 2                                                                  | Sudafrica                                                              | Qual. Coppa d'Africa 2015                                              | -                                                                      |                                                                        |
| 5-9-2015                                                               | Dar es Salaam                                                          | Tanzania                                                               | 0 – 0                                                                  | Nigeria                                                                | Qual. Coppa d'Africa 2017                                              | -                                                                      | 61’                                                                    |
| 8-9-2015                                                               | Port Harcourt                                                          | Nigeria                                                                | 2 – 0                                                                  | Niger                                                                  | Amichevole                                                             | -                                                                      | 54’                                                                    |
| 8-10-2015                                                              | Visé                                                                   | Nigeria                                                                | 0 – 2                                                                  | RD del Congo                                                           | Amichevole                                                             | -                                                                      | 46’                                                                    |
| 11-10-2015                                                             | Bruxelles                                                              | Nigeria                                                                | 3 – 0                                                                  | Camerun                                                                | Amichevole                                                             | -                                                                      | 73’                                                                    |
| Totale                                                                 |                                                                        | Presenze                                                               | 37                                                                     |                                                                        | Reti                                                                   | 9                                                                      |                                                                        |

## Palmarès

### Club
- TFF 1. Lig: 1

Karabükspor: 2009-2010
- Campionato turco: 1

Fenerbahçe: 2013-2014
- Supercoppa Turca: 1

Fenerbahçe: 2014
- Supercoppa del Golfo Arabico: 1

Al Ain: 2015

### Nazionale
- Coppa d'Africa: 1

Sudafrica 2013

### Individuale
- Capocannoniere della Coppa d'Africa: 1

2013